# Mayara Bordin
Mayara da Fonseca Bordin (nascida em 4 de setembro de 1987), comumente conhecida como Mayara ou May, é uma ex-meio de campo de futebol brasileira que jogou por clubes profissionais no Brasil, na Suécia e na Espanha, e pela Seleção Brasileira de Futebol Feminino .

## Carreira em  clubes

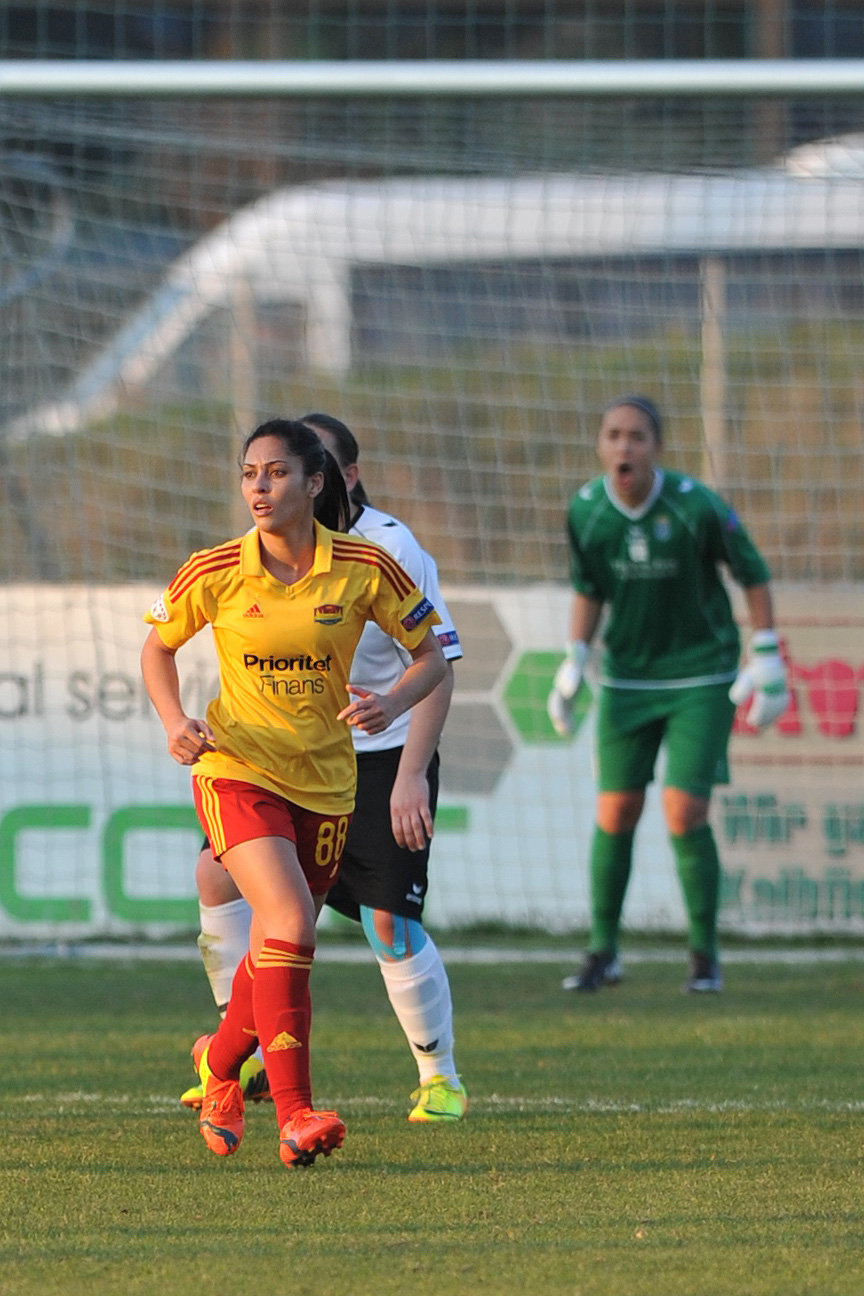
Mayara em 2014

Mayara foi transferida do Centro Olímpico para Tyresö em janeiro de 2014, como uma das quatro brasileiras a ingressar no clube sueco.
Mayara ficou no banco na derrota do Tyresö por 4 a 3 para o Wolfsburg na final da Liga dos Campeões Feminina da UEFA de 2014. Tyresö tornou-se insolvente em 2014 e foi expulso da temporada Damallsvenskan de 2014, eliminando todos os seus resultados e tornando todos os seus jogadores agentes livres. O Conselho Administrativo do Condado de Estocolmo publicou os salários dos jogadores, mostrando que Mayara ganhava 30.980 coroas suecas por mês.
Ela voltou ao Centro Olímpico para a campanha do clube no Campeonato Brasileiro de Futebol Feminino de 2014.
Após duas temporadas em que jogou na Espanha, por Zaragoza e Málaga, respectivamente, Mayara decidiu se aposentar em 2019 para assumir uma função administrativa no Club Athletico Paranaense.

## Carreira internacional
Mayara fez sua estreia sênior pelo Brasil em março de 2013, em um empate de 1 a 1 no amistoso com a França, em Rouen. Em julho de 2013, representou o Brasil na Universiade de Verão de 2013, em Kazan, na Rússia.